# Oddział Wydzielony Rzeki Wisły

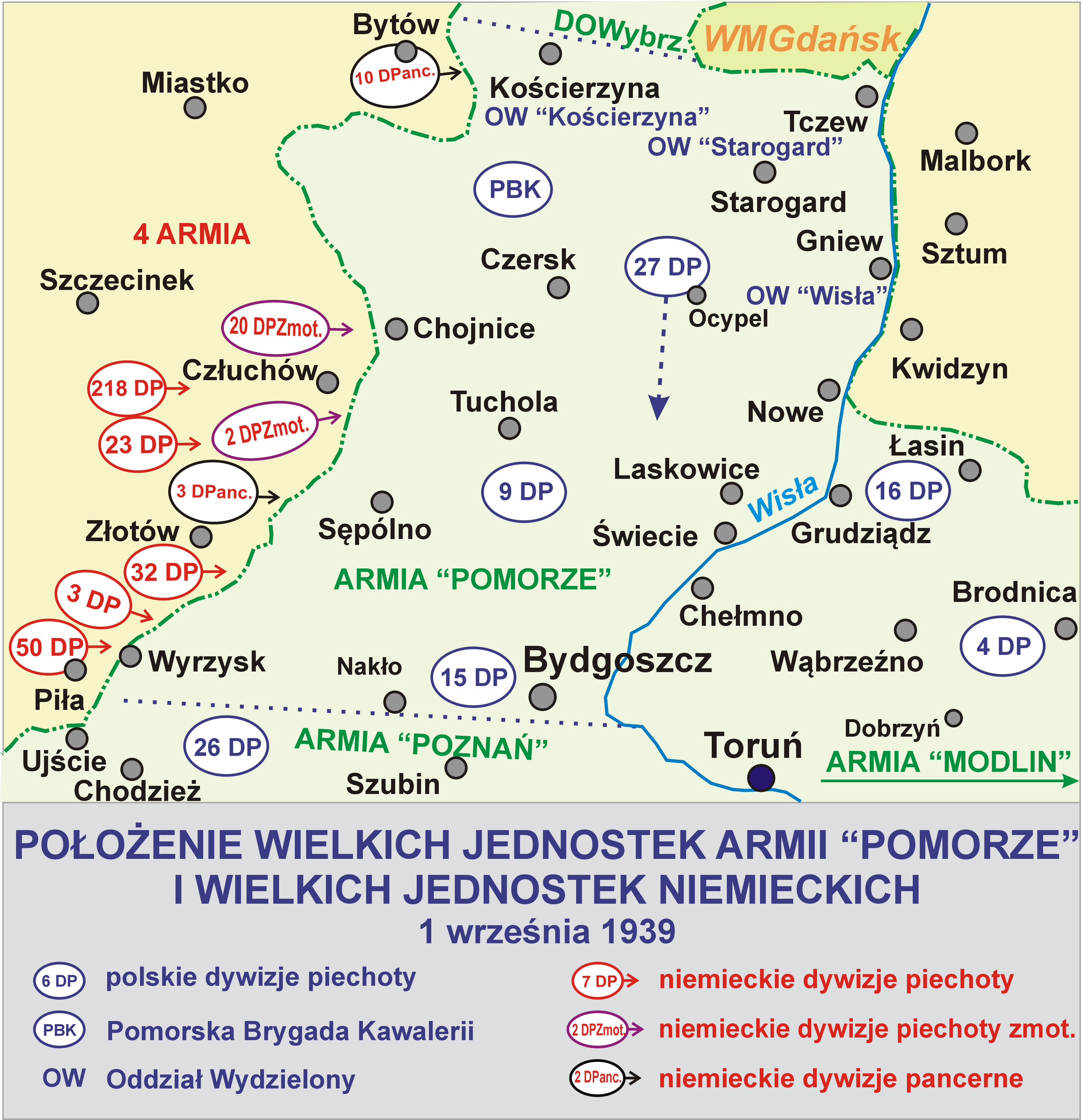
Oddział Wydzielony walczył w składzie Armii „Pomorze”

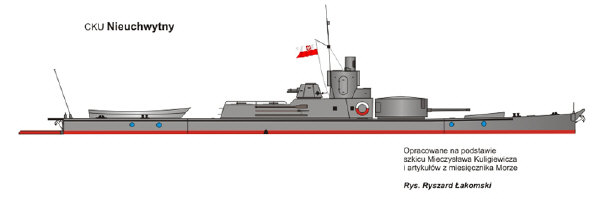
ORP Nieuchwytny

Oddział Wydzielony rzeki Wisły (OW „Wisła”) – oddział Polskiej Marynarki Wojennej wydzielony pod koniec marca 1939 z Flotylli Rzecznej Marynarki Wojennej i przebazowany na Wisłę. Od lipca 1939 bazą oddziału był port w Brdyujściu, położony w miejscu ujścia Brdy do Wisły. W czasie kampanii wrześniowej podlegał Armii „Pomorze”. Dowodził nim komandor ppor. Roman Kanafoyski.

## Skład oddziału
W skład OW rzeki Wisły wchodziły okręty:
- ciężki kuter uzbrojony (CKU) ORP Nieuchwytny
- ścigacz rzeczny (kuter uzbrojony) KU-30
- kutry uzbrojone holownicze: KU-4, KU-5
- kuter uzbrojony łączności KU-6
- kutry meldunkowe: KM-12, KM-13
- okręt sztabowy „Hetman Żółkiewski"

## Walki oddziału
Podczas kampanii wrześniowej 1939 roku, OW rzeki Wisły wziął aktywny udział w walkach z Niemcami. 2 września okręty flotylli, stacjonując w Brdyujściu, odpierały nalot bombowców na most w Fordonie, zestrzeliwując 3 niemieckie samoloty. 3 września okręty wzięły udział w przeprawie przez Wisłę pod wsią Strzelce Dolne oddziałów otoczonego i naciskanego przez wojska niemieckie 2 pułku szwoleżerów. Miały następnie uczestniczyć w przeprawie spod Świecia wycofujących się oddziałów 9. i 27 Dywizji Piechoty, lecz nie doszło do tego na skutek – fałszywej, jak się później okazało – informacji o zajęciu Świecia przez nieprzyjaciela. 3 i 4 września okręty uczestniczyły swoimi karabinami maszynowymi w osłonie przed lotnictwem mostów w Toruniu. W nocy 5/6 września, wykorzystując brandery wykonane z kajaków i miny pływające, flotylla zniszczyła przeprawę niemieckiej 3 DP pod Topólnem. 6 września, wobec polskiego odwrotu, została skierowana do Włocławka. 
9 września rano OW „Wisła” otrzymał rozkaz wycofania się w górę rzeki do Modlina. Okazało się to jednak zadaniem niewykonalnym dla większości okrętów z powodu niskiego stanu wody w Wiśle i występowania dużych mielizn. Część kutrów i jednostki pomocnicze (krypy) pozostały pod Dobrzyniem. ORP Nieuchwytny i kutry meldunkowe KM-12 i KM-13 pozostały przed Płockiem, nie mogąc sforsować mielizny koło Brwilna. Jedynie ścigacz KU-30 zdołał sforsować przeszkody i przedarł się przez opanowane przez nieprzyjaciela Płock oraz Wyszogród do Modlina, pomimo ostrzału z brzegu oraz zawalonych mostów na rzece w Płocku i Wyszogrodzie. Pozostałe jednostki uległy samozatopieniu 10 września, a KU-30 został samozatopiony przed kapitulacją Modlina.

## Polegli w działaniach OW Wisła
| Lp. | Imię i nazwisko              | stopień               | data śmierci               | miejsce śmierci |
| --- | ---------------------------- | --------------------- | -------------------------- | --------------- |
| 1   | Kazimierz Chojnacki          | st. marynarz          | 17 września 1939           | Brzozów         |
| 2   | Jerzy Hełm                   | mat nadterm.          | 19 września 1939           | Śladów          |
| 3   | Ryszard Jerzyński            | st. marynarz          |                            |                 |
| 4   | Aleksy Jung                  | bosmanmat             | 17 września 1939           | Aleksandrów     |
| 5   | Edward Kowalczuk-Kochanowski | mat nadterm.          | druga dekada września 1939 |                 |
| 6   | Edmund Łukaszewski           | st. marynarz nadterm. | 18 września 1939           | Śladów          |
| 7   | Stanisław Lipiński           | st. marynarz          | 18 września 1939           | Śladów          |